# Renato Catena
Renato Catena (Montecassiano, 1918 – Corbera d'Ebre, 21 agosto 1938) è stato un militare italiano, decorato con la medaglia d'oro al valor militare alla memoria nel corso della guerra di Spagna.

## Biografia
Nacque a Montecassiano nel 1918, figlio di Luigi e Carolina Capasso.
Arruolatosi volontario nel Regio Esercito con la qualifica di meccanico aggiustatore in forza al 3º Reggimento fanteria carrista il 1 dicembre 1936, nell'aprile dell'anno successivo si specializzò nella categoria dei conduttori piloti di carri armati. Promosso carrista scelto nell'agosto del 1937 e caporale poco tempo dopo, partì volontario per combattere nella guerra di Spagna, trasferito nel 4º Reggimento carri. Sbarcò a Cadice nell’aprile del 1938 e fu destinato alla 1ª Compagnia carri armati del Raggruppamento carristi del Corpo Truppe Volontarie. Cadde in combattimento con Severino Vazquez, nella Zona Cuatro Caminos, Corbera, il 21 agosto 1938. Entrambi i militari furono insigniti della medaglia d'oro al valor militare alla memoria dal governo italiano.

### Fonti
1. 1 2 3 4  Combattenti Liberazione.
2. ↑   Bollettino ufficiale delle nomine, promozioni e destinazioni negli ufficiali e sottufficiali del R. esercito italiano e nel personale dell'amministrazione militare, 1940,  p. 6813. URL consultato il 12 marzo 2022.
3. ↑  Segreti nella Storia.
4. ↑  Medaglie d'oro al valor militare sul sito della Presidenza della Repubblica
5. ↑  Registrato alla Corte dei conti addì 18 maggio 1940, registro 16 guerra, foglio 317.